# Medardo Geslani
Medardo Pareja Geslani ist ein philippinischer Brigadegeneral, der vor allem in Zusammenhang mit seiner Rolle beim Maguindanao-Massaker bekannt geworden ist.

## Leben
Geslani absolvierte bis 1982 die philippinischen Militärakademie in Baguio City und wurde neben zahlreichen anderen Ehrungen 1998 als einer der zehn herausragendsten philippinischen Soldaten ausgezeichnet. Vor dem Maguindanao-Massaker war er Befehlshaber der 601. Infanteriebrigade, 6. Infanteriedivision, die in Zentralmindanao operierte. Von diesem Posten wurde er nach dem Massaker wegen des Vorwurfs einer Pflichtverletzung abberufen. Armeestellen gaben an, damit die der Transparenz der eingeleiteten Untersuchung des Ereignisses fördern zu wollen.

## Kritik
Der philippinische Journalistenverband National Union of Journalists of the Philippines kritisierte Geslanis Beförderung zum Brigadegeneral, da er sich weigerte, Begleitschutz für Journalisten und Esmael Mangudadatus Verwandte zu gewähren, die die Wahlunterlagen für Mangudadatu, damals Vizebürgermeister Buluans, nach Maguindanao bringen wollten. Medardo Geslani, der zum Zeitpunkt des Maguindanao-Massakers Oberst war, wird für das Massaker aufgrund seiner Weigerung für das Schutzgesuch mitverantwortlich gemacht. Nachdem er jedoch von einer militärischen Untersuchungskommission jeglicher Verantwortung freigesprochen wurden, konnte die philippinische Commission on Appointments seine Beförderung mit 7 Ja-Stimmen, einer Enthaltung und einer Gegenstimme bestätigen, weshalb er am 23. Juni 2014 in den Rang eines Brigadegenerals befördert wurde. Kritik an seiner Beförderung übten vor allem die Angehörigen der Opfer. Im August 2014 legte er den Amtseid ab. Die Abweisung einer Bestechungsklage gegen Geslani und den ebenfalls in die Vorgänge verwickelten Alfredo Cayton Jr., eingereicht durch Angehörige von über zwei Dutzend Journalisten die 2009 beim Maguindanao-Massaker getötet wurden, wurde vom Obersten Gerichtshof (Surpreme Court) der Philippinen bestätigt.